# Ichneumon psetosi
Ichneumon psetosi är en stekelart som beskrevs av Cuvier 1833. Ichneumon psetosi ingår i släktet Ichneumon och familjen brokparasitsteklar. Inga underarter finns listade i Catalogue of Life.